# Tomašnica
Tomašnica – wieś w Chorwacji, w żupanii karlowackiej, w mieście Ozalj. W 2011 roku liczyła 158 mieszkańców.